# Home Nations Championship 1908
Die Ausgabe 1908 des Turniers Home Nations Championship in der Sportart Rugby Union (das spätere Five Nations bzw. Six Nations) fand vom 18. Januar bis zum 21. März statt. Turniersieger wurde Wales, das mit Siegen gegen alle anderen Teilnehmer die Triple Crown schaffte.
Obwohl bis 1910 nicht offiziell Teil des Turniers, wurden Spiele mit der französischen Nationalmannschaft vereinbart, die während des Turniers stattfanden. Wales besiegte neben den Home Nations auch die Franzosen und schaffte den inoffiziellen Grand Slam.

## Teilnehmer
| Land       | Stadion                               | Stadt              | Kapitän                                            |
| ---------- | ------------------------------------- | ------------------ | -------------------------------------------------- |
| England    | Ashton Gate / Athletic Ground         | Bristol / Richmond | John Birkett / Charles Hammond / Andrew Slocock    |
| Irland     | Lansdowne Road / Balmoral Showgrounds | Dublin / Belfast   | Harry Thrift / James Parke                         |
| Schottland | Inverleith                            | Edinburgh          | Louis Greig / Campbell Geddes                      |
| Wales      | St Helen’s / Cardiff Arms Park        | Swansea / Cardiff  | Arthur Harding / George Travers / Herbert Winfield |

## Tabelle
|    | Land       | Spiele | Siege | Unent. | Ndlg. | Spiel- punkte | Diff. | Tabellen- punkte |
| -- | ---------- | ------ | ----- | ------ | ----- | ------------- | ----- | ---------------- |
| 1. | Wales      | 3      | 3     | 0      | 0     | 45:28         | + 17  | 6                |
| 2. | Schottland | 3      | 1     | 0      | 2     | 32:32         | ± 0   | 2                |
| 2. | England    | 3      | 1     | 0      | 2     | 41:47         | − 6   | 2                |
| 2. | Irland     | 3      | 1     | 0      | 2     | 24:35         | − 11  | 2                |

## Ergebnisse
| 18. Januar 1908 | England                                                              | 18 : 28        | Wales                                                                                                  | Ashton Gate, Bristol Zuschauer: 25.000 Schiedsrichter: J. T. Tulloch (Scotland) |
| 18. Januar 1908 | Versuche: Birkett (2) Lapage Williamson Erhöhungen: Roberts Wood (2) | (8:15) Bericht | Versuche: Bush Gabe (2) Gibbs Trew Erhöhungen: Bush Winfield (2) Straftritte: Winfield Dropgoals: Bush | Ashton Gate, Bristol Zuschauer: 25.000 Schiedsrichter: J. T. Tulloch (Scotland) |

| 1. Februar 1908 | Wales                   | 6 : 5         | Schottland                          | St Helen’s, Swansea Schiedsrichter: William Williams (England) |
| 1. Februar 1908 | Versuche: Trew Williams | (3:5) Bericht | Versuche: Purves Erhöhungen: Geddes | St Helen’s, Swansea Schiedsrichter: William Williams (England) |

| 8. Februar 1908 | England                                              | 13 : 3        | Irland             | Athletic Ground, Richmond Schiedsrichter: T. D. Schofield (Wales) |
| 8. Februar 1908 | Versuche: Hudson (2) Williamson Erhöhungen: Wood (2) | (3:0) Bericht | Straftritte: Parke | Athletic Ground, Richmond Schiedsrichter: T. D. Schofield (Wales) |

| 29. Februar 1908 | Irland                                                         | 16 : 11        | Schottland                                                        | Lansdowne Road, Dublin Schiedsrichter: William Williams (England) |
| 29. Februar 1908 | Versuche: Beckett Thompson Thrift (2) Erhöhungen: Hinton Parke | (13:3) Bericht | Versuche: MacLeod Martin Erhöhungen: MacLeod Straftritte: MacLeod | Lansdowne Road, Dublin Schiedsrichter: William Williams (England) |

| 14. März 1908 | Irland                            | 5 : 11        | Wales                                             | Balmoral Showgrounds, Belfast Zuschauer: 15.000 Schiedsrichter: Jack Dallas (Schottland) |
| 14. März 1908 | Versuche: Aston Erhöhungen: Parke | (5:5) Bericht | Versuche: Gibbs Williams (2) Erhöhungen: Winfield | Balmoral Showgrounds, Belfast Zuschauer: 15.000 Schiedsrichter: Jack Dallas (Schottland) |

| 21. März 1908 | Schottland                                                        | 16 : 10        | England                                           | Inverleith, Edinburgh Zuschauer: 20.000 Schiedsrichter: Harry Corley (Irland) |
| 21. März 1908 | Versuche: McLeod (2) Erhöhungen: Geddes Dropgoals: Purves Schulze | (7:10) Bericht | Versuche: Birkett Slocock Erhöhungen: Lambert (2) | Inverleith, Edinburgh Zuschauer: 20.000 Schiedsrichter: Harry Corley (Irland) |

## Zusatzspiele gegen Frankreich
| 1. Januar 1908 | Frankreich | 0 : 19        | England                                                               | Stade du Matin, Colombes Zuschauer: 5.000 Schiedsrichter: Cyril Rutherford (England) |
| 1. Januar 1908 |            | (0:6) England | Versuche: Birkett Lambert Lapage Mills Portus Erhöhungen: Roberts (2) | Stade du Matin, Colombes Zuschauer: 5.000 Schiedsrichter: Cyril Rutherford (England) |

| 2. März 1908 | Wales                                                                                              | 36 : 4         | Frankreich           | Cardiff Arms Park, Cardiff Zuschauer: 2.000 Schiedsrichter: William Williams (England) |
| 2. März 1908 | Versuche: Gibbs (4) Jones Morgan (2) Trew (2) Erhöhungen: Gibbs Winfield (2) Straftritte: Winfield | (17:4) Bericht | Dropgoals: Vareilles | Cardiff Arms Park, Cardiff Zuschauer: 2.000 Schiedsrichter: William Williams (England) |